# Sciapus euchromus
Sciapus euchromus är en tvåvingeart som först beskrevs av Friedrich Hermann Loew 1857.  Sciapus euchromus ingår i släktet Sciapus och familjen styltflugor. Inga underarter finns listade i Catalogue of Life.